# Marek Hamšík
Marek Hamšík (født 27. juli 1987) er en slovakisk fodboldtræner, og tidligere fodboldspiller, som senest var del af trænerstaben på Slovakiets landshold. Han anses som en af bedste slovakiske fodboldspillere nogensinde, og holder rekorden for flest landskampe for landet. På klubniveau er han bedst kendt for sin tid hos Napoli, hvor han holder rekorden for flest klubkampe.

## Klubkarriere

### Tidligere karriere
Hamšík begyndte karrieren i hjemlandet hos Slovan Bratislava, hvor han fik sin professionelle debut i 2002.
Hamšík skiftede i 2004 til Brescia. Efter Brescia rykkede ned i hans debutsæson, fik han større rolle for holdet imens de spillede i Serie B.

### Napoli
Hamšík skiftede i juni 2007 til Napoli efter at de havde sikret oprykning til Serie A. Han fik sin debut den 15. august 2007 i en Coppa Italia-kamp imod Cesena, og scorede på sin debut. Han blev med det samme etableret som en fast mand på holdet, og over de næste to sæsoner sluttede han som klubbens topscorer, på trods af han spillede som midtbanespiller.
Hamšík scorede et af målene i Coppa Italia-finalen i 2012, hvor at Napoli vandt deres før trofæ i mere end 20 år.
Efter at Paolo Cannavaro forlod klubben i januar 2014, blev Hamšík valgt som den nye anfører. I april af samme år spillede han sin kamp nummer 400 for klubben. Napoli vendte i sæsonen tilbage til Coppa Italia-finalen, og Hamšík spillede fra start af, da Napoli slog Fiorentina 3-1.
Hamšík scorede den 24. september 2016 sit mål nummer 100 for klubben i en 2-0 sejr over Chievo Verona.
Hamšík overtog i december 2017 Diego Maradonas klubrekord som topscorer, da han scorede sit 115. mål for klubben. Han overtog Giuseppe Bruscolottis rekord den 6. november 2018, da han spillede sin 512. kamp for Napoli, og dermed blev spilleren med flest kampe spillet for klubben nogensinde.

### Dalian Professional
Hamšík skiftede til kinesiske Dalian Professional i februar 2019.

### Göteborg
Hamšík returnerede til Europa i marts 2021 med svenske Göteborg. Han scorede et enkelt mål for klubben, en flugter imod Sirius som endte med at blive kåret som årets mål i Allsvenskan.

### Trabzonspor
Hamšík skiftede til Trabzonspor i juni 2021. Han var i 2021-22 sæsonen med til at vinde klubbens første mesterskab i 38 år. Han annoncerede i juni 2023, at han stoppede spillerkarrieren.

## Landshold

### Ungdomslandshold
Hamšík har repræsenteret Slovakiet på flere ungdomsniveauer.

### Seniorlandshold
Hamšík debuterede for Slovakiets landshold den 7. februar 2007 i et opgør mod Polen. Han var del af Slovakiets trupper til flere internationale turneringer.

## Trænerkarriere
Hamšík blev i september 2023 del af trænerstaben på Slovakiets landshold.